# FK Solunac Karađorđevo
Fudbalski Klub Solunac Karađorđevo (serb.: Фудбалски Kлуб Солунац Карађорђево) – serbski klub piłkarski z siedzibą w Karađorđevie, w gminie Bačka Topola (w okręgu północnobackim, w Wojwodinie), działający w latach 1950–2002.

## Stadion
Klub rozgrywał swoje mecze domowe na stadionie SC Jerković Jovan-Joca w Karađorđevie, który mógł pomieścić 1,5 tys. widzów.

## Sezony
| Sezon                          | Liga                                              | Poziom | Miejsce |
| Federalna Republika Jugosławii |                                                   |        |         |
| 1993/94                        | Druga Vojvodinska liga (Grupa Zapad)              | V      | 2       |
| 1994/95                        | Prva Vojvodinska liga                             | IV     | 4       |
| 1995/96                        | Srpska liga (Grupa Vojvodina)                     | III    | 1       |
| 1996/97                        | Druga liga SR Јugoslavije – Grupa Istok (Wschód)  | II     | 12      |
| 1997/98                        | Druga liga SR Јugoslavije – Grupa Istok (Wschód)  | II     | 16      |
| 1998/99                        | Srpska liga (Grupa Vojvodina)                     | III    | 11      |
| 1999/00                        | Srpska liga (Grupa Vojvodina)                     | III    | 8       |
| 2000/01                        | Srpska liga (Grupa Vojvodina)                     | III    | 2       |
| 2001/02                        | Druga liga SR Јugoslavije – Grupa Sjever (Północ) | II     | 15 *    |

 * Po sezonie FK Solunac Karađorđevo oraz FK Palić połączyły się i od sezonu 2002/03 będą występowały w Srpskiej lidze Vojvodina jako FK Palić. 

## Sukcesy
- 12. miejsce Drugiej ligi SR Јugoslavije – Grupa Istok (1x): 1997.
- mistrzostwo Srpskiej ligi – Grupa Vojvodina (III liga) (1x): 1996 (awans do Drugiej ligi SR Јugoslavije).
- wicemistrzostwo Srpskiej ligi – Grupa Vojvodina (III liga) (1x): 2001 (awans do Drugiej ligi SR Јugoslavije).
- wicemistrzostwo Drugiej Vojvodinskiej ligi – Grupa Zapad (V liga) (1x): 1994 (awans do Prvej Vojvodinskiej ligi, po wygranych barażach).
- 4. miejsce Prvej Vojvodinskiej ligi (IV liga) (1x): 1995 (awans do Srpskiej ligi).